# Damokos Kázmér
Damokos Kázmér, Domokos Kázmér (Szováta, Marosszék, 1606. szeptember 29. – Csíksomlyó, Csíkszék, 1677. szeptember 5.), katolikus püspök, Erdély apostoli helynöke, karizmatikus egyéniség, aki sokat tett az erdélyi katolicizmus megmentéséért a reformáció időszakában.
Mitráját és pásztorbotját a csíksomlyói kegytemplomban őrzik. Születésének 400. évfordulójára Szovátán ünnepségeket rendeztek.

## Pappá szenteléséig
1629. március 24-én csatlakozott a mariánus rendhez, de csak laikus testvérként vették fel, mert hiányzott a bal mutatóujja. A rend tartományfőnöke azonban maga mellé vette, majd Szalinai (De Salinis) István boszniai ferences misszióvezetőhöz csatlakozott tolmácsként. Később megszerezte az Erdélyt kormányzó Brandenburgi Katalin támogatását a mikházi zárda felépítéséhez. Az építkezésen együtt dolgozott a munkásokkal. Végül Rómában szentelték pappá 1639. november 3-án.

## Püspökké avatásáig
Damokos Kázmér 1654-től az erdélyi misszió főnöke volt. 1662 és 1668 között újjáépíttette a csíksomlyói templomot és rendházat, amelyeket 1661-ben egy tatár támadás lerombolt. Szelepcsényi György prímás felhívta rá a pápa figyelmét, Rómába küldte és 1668. június 10-én, miután IX. Kelemen pápa kinevezte, coronai címzetes püspökké szentelték. Nem lehetett püspök hazájában, mert a korabeli erdélyi törvények nem engedélyeztek katolikus püspöki széket a katolikusok számára. Ehelyett gyulafehérvári és erdélyi apostoli helynök lett, ténylegesen az erdélyi katolikus egyház feje. A püspöki címet nem használta és mindig egyszerű ferences rendi ruhában járt.

## Újjászervezi az egyházat
Kázmér helynök újjászervezte és önbizalmában megerősítette az erdélyi egyházat, végiglátogatta az erdélyi plébániákat, sőt, mivel kevés volt a pap, a gyergyóalfalui plébánosi kötelezettségeket maga látta el. Sok reformátussá vált erdélyit visszatérített a katolikus hitre.
A nagy pestisjárvány idején maga is részt vett a fertőzést megkapók ápolásában. Ő is elkapta a ragályt, és meghalt.

## Emlékezete
- Szovátán iskola viseli a nevét (Domokos Kázmér Szakközépiskola).[2]
- A csíksomlyói kegytemplomban emléktáblája van.